# 正丁硫醇
正丁硫醇，學名為1-丁硫醇，也被稱作硫氫丁烷，其化學式為C4H9SH，是一種易揮發的淡黃色液體，並且具有極其難聞的惡臭氣味，通常被描述為“臭鼬”的氣味。事實上，丁硫醇是結構和臭鼬防禦噴出的氣體化學結構相似，但臭鼬噴出的氣體不包含丁硫醇
。正丁硫醇的氣味是非常強烈的，只要空氣中有十億分之十的正丁硫醇就能感受到其臭味。
正丁硫醇有三種同分異構體，分别是异丁硫醇、仲丁硫醇和叔丁硫醇。

## 外部連結
- The Skunk's Defensive Secretion